# Sten Anjou
Sten Gustav Anton Anjou, född 10 januari 1895 i Stockholm, död 1 mars 1959 i Göteborg, var en svensk arkitekt.
Anjou, som var son till vice häradshövding Anton Anjou och Flora Nordenskjöld, avlade studentexamen vid Östra Real i Stockholm 1913 och utexaminerades från Kungliga Tekniska högskolan 1917. Han studerade vid Kungliga Konsthögskolan 1920–1922, vid Stockholms högskola 1920–1921 och 1925 och vid Lunds universitet 1922–1924. Han blev filosofie kandidat 1924, filosofie licentiat 1925 och filosofie doktor 1930. Han studerade arkitekturhistoria i Danmark 1926 och i Tyskland 1930. Han var amanuens vid Röhsska konstslöjdmuseet i Göteborg från 1923. 
Anjou utförde vetenskapliga undersökningar och utgrävning av Heligkorskyrkan i Dalby 1919, Glimmingehus 1925, Gammel Vor Frue Kirke i Roskilde 1926, medeltidspalats i Bollerups socken 1926 och 1933, restaurering av Glimmingehus 1925–1926, kyrkoruiner i Njurunda och Selånger 1929–1931, Heligkorskyrkan i Dalby 1936 och utförde inredningsarbete i Röhsska konstslöjdmuseet. 
Anjou skrev Heliga Korsets kyrka i Dalby samt de äldsta kyrkorna i Lund, Roskilde och Odense (gradualavhandling, 1930) samt ett 30-tal vetenskapliga artiklar i konst- och kulturhistoriska tidskrifter och publikationer samt artiklar i populärvetenskapliga tidskrifter och dagspress. Han höll föredrag om konst. Anjou vilar på Örgryte gamla kyrkogård.